# Neognophomyia cuzcoensis
Neognophomyia cuzcoensis är en tvåvingeart som beskrevs av Alexander 1967. Neognophomyia cuzcoensis ingår i släktet Neognophomyia och familjen småharkrankar.
Artens utbredningsområde är Peru. Inga underarter finns listade i Catalogue of Life.